# 宋日昊
宋日昊（송일호，1955年4月—），出生於平壤，朝鮮外交官，擔任日本與朝鮮外交關係正常化交涉擔當大使。

## 簡介
宋日昊畢業於平壤師範大學，通曉日語。曾任職於社會主義青年同盟（今 金日成社會主義青年同盟）中央委員會、朝鮮勞動黨國際局、朝日友好親善協會常務委員及外務省研究員等職。
他曾促成1990年日本眾議院議員金丸信與2004年小泉純一郎日本首相的訪問朝鮮之行，2006年2月起擔任日本與朝鮮外交關係正常化交涉擔當大使，負責兩國建交談判。
2012年11月13日，他出席「朝日政府会議」。
2019年9月18日、金丸信元自民党副総裁二男・信吾懇談会出席。

## 脚注
1. ↑  日朝政府間協議開始へ＝拉致問題提起 （页面存档备份，存于） - 時事通信（2012年11月15日）
2. ↑  北大使“対話に向け日本の具体的行動必要”[永久] - News 24(09/27/2019)